# Катарина Котроманић Цељска
Катарина Котроманић (1336 — 1396) била је грофица Цељска.

## Порекло
Катарина је рођена као ћерка босанског бана Стефана II Котроманића и Елизабете Пјаст, кујавске Принцезе.
По неким изворима, њени родитељи су Владислав Котроманић (рођени брат Стефана II) и Јелена Шубић, ћерка Јураја II Шубића.
Ипак, извесно је да су њени деда и баба по оцу Стефан I Котроманић и Јелисавета Немањић.

## Брак и деца
Удала се за грофа Хермана I Цељског.
Мајка је грофа Хермана II Цељског, највећег представника грофова Цељских.